# Малоярославец (ресторан)

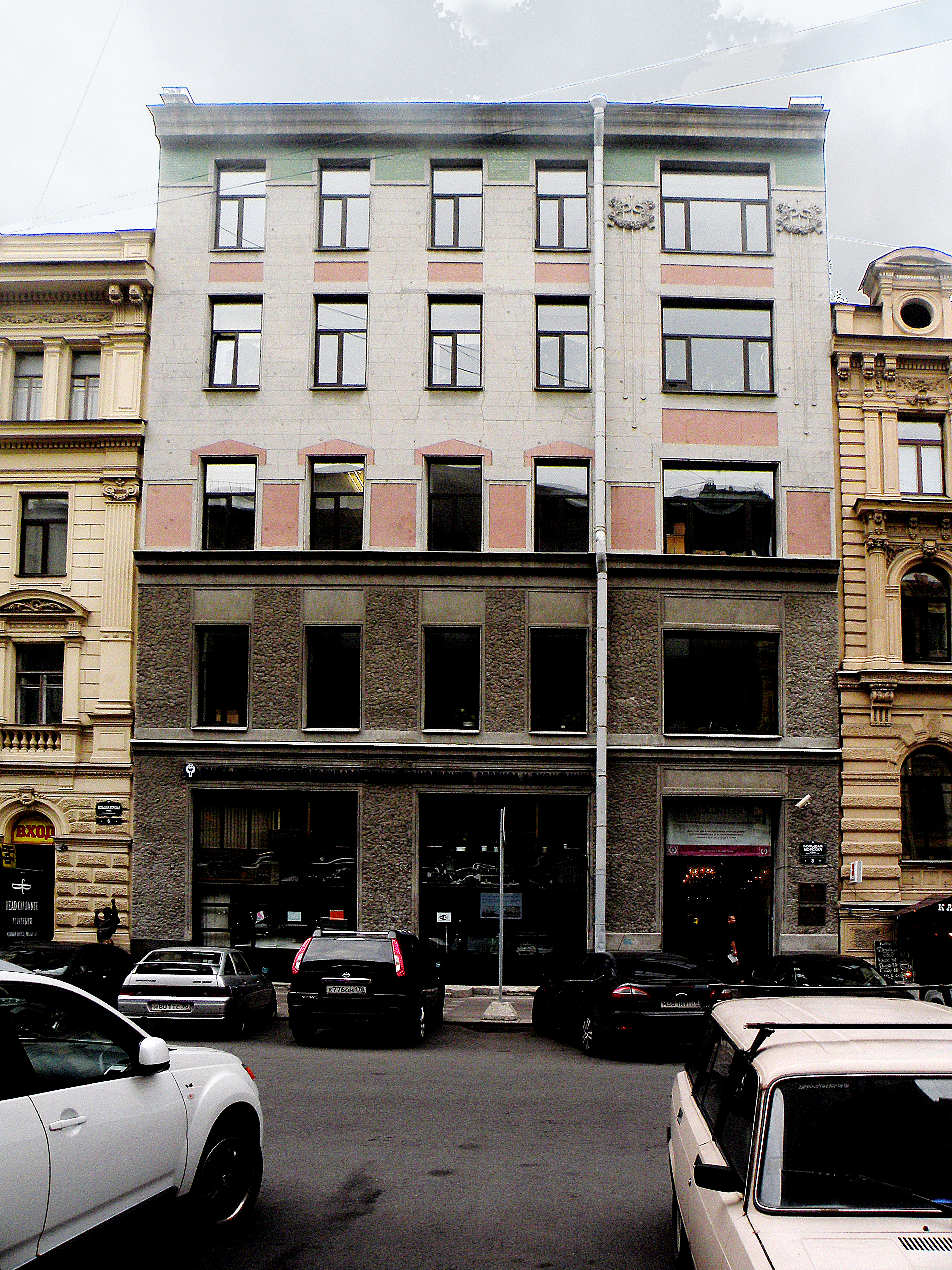
Здание бывшего ресторана на Большой Морской улице, дом № 8

«Малоярославец», или «Малый Ярославец» — ресторан русской кухни в дореволюционном Санкт-Петербурге, располагавшийся в конце Большой Морской улицы в доме № 8. Малоярославец не считался фешенебельным и блюда там были относительно недорогие, зал ресторана был часто переполнен. Тем не менее ресторан пользовался известностью, современники отмечали заведение за его особую, лишённую претенциозности атмосферу. К концу XIX века здесь стали периодически встречаться представители художественной интеллигенции и другие известные личности. 
Малоярославец рекламировал себя, как редкий для города «московский ресторан». Главный повар ресторана отправлялся в командировку в Москву, чтобы изучить рецепты популярных и специфичных московских ресторанных блюд, в частности солянок. В заведении подавали такие блюда, как стерляжью уху, кулебяки, расстегаи, поросёнка с хреном, котлеты из рябчиков, чиненую репу, гурьевскую кашу, также подавали квас. 
На заднем дворе заведения был оборудован небольшой садик, пользовавшийся популярностью у посетителей. В ресторане можно было заказать обслуживание на дом, то есть пригласить домой на обслуживание официантов и поваров.

## История
Первое строение — двор купца Хлебосолова, в котором позже появится ресторан было возведено предположительно в 1740-е годы. После этого дом множество раз перепродавался и менял хозяев и в 1809 году перешёл во владение статского советника Белявского, при котором был открыт ресторан в 1812 году и назван в честь одноимённого победоносного сражения, прошедшего в том же году против армии Наполеона. В 1860 году здание было надстроено четвёртым и пятым этажом в 1910 году, фасад переделан в стиле северного модерна.
В 1917 году Малоярославец был закрыт, через два года на месте ресторана была открыта бесплатная «советская столовая Адмиралтейского района», где по карточкам обедали рабочие и служащие.

## Посетители
Малоярославец посещали известные художники, журналисты, литераторы и артисты. В 1893 году по инициативе Антона Чехова здесь начали периодически встречаться писатели, обеды с их участием стали называться «Обедами беллетристов», их участниками были Мамин-Сибиряк, Григорович, Салтыков-Щедрин, Лесков, Крестовский и другие. Среди посетителей были другие знаменитые личности, такие как Мусоргский, Сапунов, Рерих, Плещеев, Кузьмин, Брюсов, Блок, Берг, Баранцевич и другие . 
Начиная с 1872 года в Малоярославце начали устраиваться так называемые «амурские обеды» участниками расширения российских владений на Дальнем Востоке под предводительством генерала-губернатора Сибирского края Муравьёва-Амурского. В ресторане также организовывали встречи медики. В отдельных кабинетах обедали укрывавшиеся от общественности русские террористы и оппозиционные политики. В 1914 году в Малоярославце начал проводился ежегодный обед выпускников Петербургского университета, где выступал Гумилев. 